# Stegonotus batjanensis
Stegonotus batjanensis är en ormart som beskrevs av Günther 1865. Stegonotus batjanensis ingår i släktet Stegonotus och familjen snokar. Inga underarter finns listade i Catalogue of Life.
Denna orm förekommer endemisk på flera öar i Indonesien som Halmahera, Bacan, Ambon, Morotai och Salawati. Honor lägger ägg.